# Neonaesa rugosa
Neonaesa rugosa is een pissebed uit de familie Sphaeromatidae. De wetenschappelijke naam van de soort is voor het eerst geldig gepubliceerd in 1982 door Harrison & Holdich.